# 挪威国铁5型客车
挪威国铁5型客车（挪威语：Type 5）是挪威国家铁路1977年投入使用的一型铁路客车，至今在挪威仍被使用。制造于1977年至1981年间，2008年至2012年曾进行升级改造。

## 升级改造
21世纪初，“挪威国铁5型客车”曾进行升级改造。首批改造完成的车厢原计划2008年交付，但工期延误了超过两年，最后一批改造完成的车厢于2012年交付。升级项目包含洗手间、座椅、电源插座、空调、转向架等。涂装也随之改为挪威国家铁路当时所使用的红色、银灰色、橙色相间的涂装。

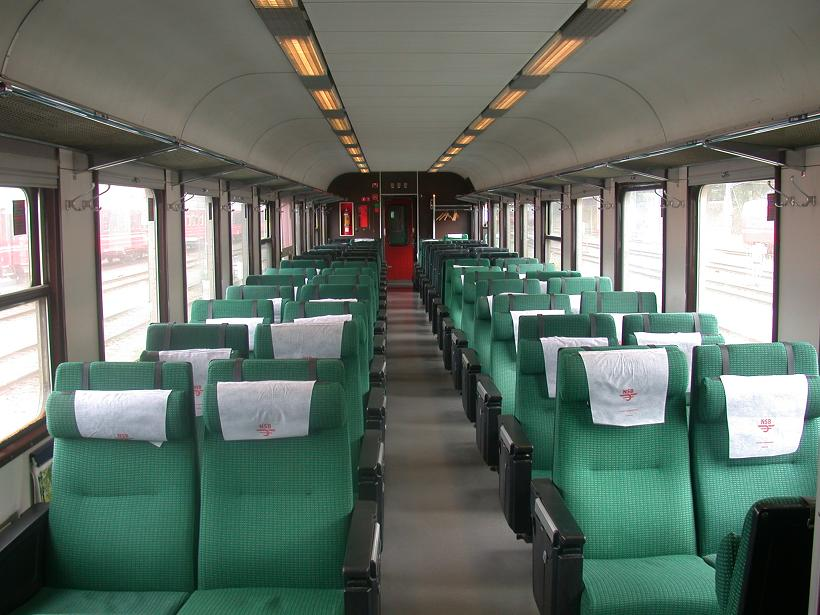
升级改造前的“挪威国铁5型客车”二等座车内部
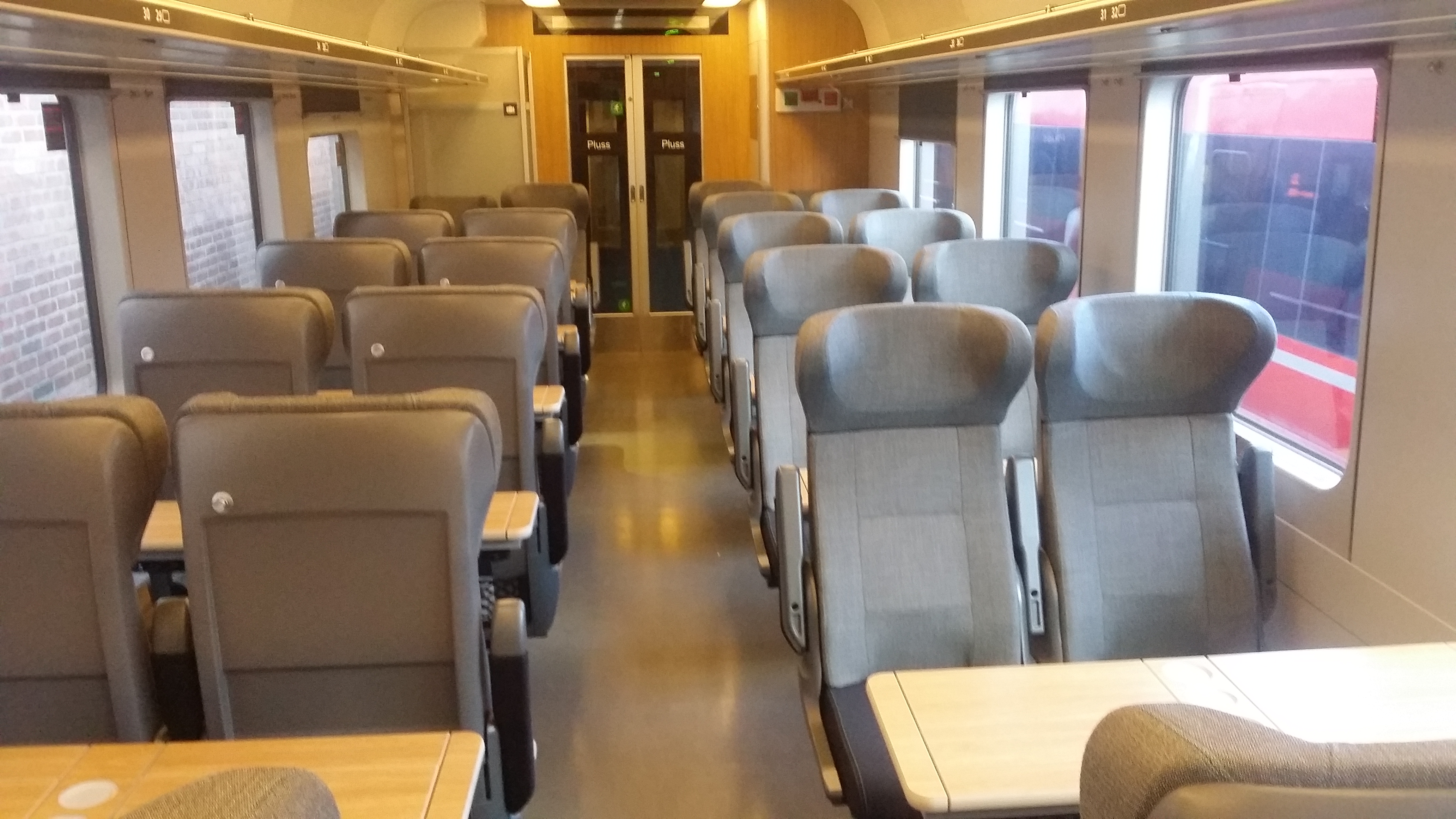
车厢编号为26013的“挪威国铁5型客车”一等座车升级改造后的车厢内部，2020年2月4日拍摄。该车厢在拍摄时由“挪威国家铁路”的后继公司“Vy”运营。